# Алексеев, Роман (дьяк)
Рома́н Алексе́ев (XV век) — дьяк Русского царства в правление великого князя Ивана III.

## Биография
Ранняя биография неизвестна. Впервые упоминается около 1484 года как дьяк великого князя Ивана III. Упоминается как покупатель у дьяка Алексея Горы Филиппова села Челобитьева в Московском уезде за 95 рублей; подписал правую грамоту как дьяк. После завоевания войсками великого князя московского Тверского княжества в 1485 году оставлен в этом городе в числе других лиц. Дальнейшая биография неизвестна.
Его сыновья Борис, Иван и Юрий обладали вотчинами в Ростовском, Ярославском и Боровском уездах. Позднее сын Романа Алексеева Юрий разделил свои владения в Ростове и Боровске и передал их Троице-Сергиеву монастырю.